# John Hutt

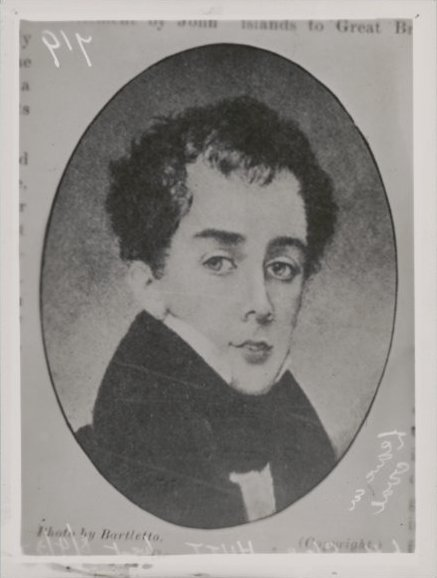
John Hutt, Gouverneur von Western Australia

John Hutt (* 24. Juli 1795 in London; † 9. April 1880 in Chelsea) war der zweite Gouverneur von Western Australia von 1839 bis 1846.

## Frühe Jahre
John Hutt war das Älteste von 13 Kindern von Richard Hutt und seiner Frau Gilly. Ausgebildet wurde er auf Christ's Hospital auf Ryde, Isle of Wight und 1815 erbte er Appley House in Ryde, Isle of Wight. Um 1813 arbeitete er als Angestellter in der East India Company während der Präsidialperiode von Madras, in Nellore und von 1818 bis 1821 war er Registrator in einem der vier Provinzgerichte in Chittoor in dem ehemaligen indischen North-Arcot-Distrikt. Von dort kehrte er 1826 nach England zurück.

## Australien
Wie sein Bruder William Hutt war John Hutt stark engagiert beim Aufbau der Kolonie South Australia. Dort war er Superintendent für die Einwanderung in der South Australian Colonization Commission.
Er wurde der Nachfolger von Sir James Stirling, trat seinen Dienst als Gouverneur in Western Australia am 1. Januar 1839 auf und bekleidete dieses Amt bis zum 18. Februar 1846. Politisch war er liberal und eine seiner ersten Maßnahmen als Gouverneur war die Anzahl der Mitgliedschaft des Western Australian Legislative Council um vier nichtoffizielle Mitglieder zu erhöhen. Er überwachte die Besiedlung und Regulierung des Landes, insbesondere die Bewilligung und Zuteilung von Land.
Die Haltung Hutts zu den Aborigines von Western Australia unterschied sich gänzlich von der Stirlings und der meisten Siedler. Die Beziehungen zwischen Siedlern und den Aborigines hatten sich in den letzten Jahren der Regierung von Stirling sehr verschlechtert, die Aborigines wehrten sich mit Speeren, stahlen aus Häusern und gelegentlich ermordeten sie Siedler. Die Antwort von Stirling war der Versuch, die Aborigines durch harte Bestrafung zu unterdrücken. Im Gegensatz dazu schloss die Politik von Hutt den Schutz der Aborigines ein, und sogar eine Ausbildung für sie wurde ermöglicht. Diese Behandlung machte ihn sehr unpopulär bei den Siedlern, die an den Grenzen zu den Aborigines lebten und annahmen, dass sie mehr Schutz als die Aborigines benötigten. Hutt entwickelte ein persönliches Interesse für die Sprache und Kultur der Aborigines. Er unterstützte die Finanzierung eines Wörterbuchs von George Fletcher, eines der ersten Versuche, die Sprache der Ureinwohner zu beschreiben.
Hutt war ein „...radical idealist, he was singularly capable of learning by experience“. (deutsch: radikaler Idealist und er war in der Lage, durch Experimente zu lernen). Gegen Ende seiner Tätigkeit im Jahre 1846 hatte er wesentlich mehr Zuspruch für seine Politik als zuvor und die The Swan River News schrieb, dass er ein guter Gouverneur war, „...a combination of judicious firmness and candour"“ (deutsch: ...eine Kombination von juristischer Festigkeit und Freimütigkeit).
Nachdem er das Gouverneursamt früher als geplant beendet hatte, ging Hutt zurück nach England, wo er dem Anschein nach mehr Geld erhielt. Eine Zeitlang lebte er im Royal Hospital Chelsea. Er starb, unverheiratet, am 9. April 1880 im Haus seines Bruders.